# Selecția Națională
Selecția Națională is een Roemeens muziekfestival waarvan de winnaar jaarlijks het land mag vertegenwoordigen op het Eurovisiesongfestival. Driemaal was er een uitzondering: in 1993 en 1996 wist het land zich via een voorronde niet te plaatsen voor het eigenlijke Eurovisiesongfestival, en in 2016 werd Roemenië uitgesloten van deelname. In 2021 werd Roxen intern geselecteerd met Amnesia, na het geannuleerde 2020. Vandaar dat er dat jaar ook geen editie van de nationale voorronde was.

## Lijst van winnaars
| Jaar | Artiest                      | Lied                    | Resultaat in de finale |
| ---- | ---------------------------- | ----------------------- | ---------------------- |
| 1993 | Dida Drăgan                  | Nu pleca                | haalde de finale niet  |
| 1994 | Dan Bittman                  | Dincolo de nori         | 21                     |
| 1996 | Monica Anghel & Sincron      | Rugă pentru pacea lumii | haalde de finale niet  |
| 1998 | Mălina Olinescu              | Eu cred                 | 22                     |
| 2000 | Taxi                         | The moon                | 17                     |
| 2002 | Marcel Pavel & Monica Anghel | Tell me why             | 9                      |
| 2003 | Nicoleta Alexandru           | Don't break my heart    | 10                     |
| 2004 | Sanda Ladoși                 | I admit                 | 18                     |
| 2005 | Luminiţa Anghel & Sistem     | Let me try              | 3                      |
| 2006 | Mihai Trăistariu             | Tornerò                 | 4                      |
| 2007 | Todomondo                    | Liubi, liubi            | 13                     |
| 2008 | Nico & Vlad Miriţă           | Pe-o margine de lume    | 20                     |
| 2009 | Elena Gheorghe               | The Balkan girls        | 19                     |
| 2010 | Paula Seling & Ovi           | Playing with fire       | 3                      |
| 2011 | Hotel FM                     | Change                  | 17                     |
| 2012 | Mandinga                     | Zaleilah                | 12                     |
| 2013 | Cezar                        | It's my life            | 13                     |
| 2014 | Paula Seling & Ovi           | Miracle                 | 12                     |
| 2015 | Voltaj                       | De la capăt             | 15                     |
| 2016 | Ovidiu Anton                 | Moment of silence       | gediskwalificeerd      |
| 2017 | Ilinca feat. Alex Florea     | Yodel it!               | 7                      |
| 2018 | The Humans                   | Goodbye                 | haalde de finale niet  |
| 2019 | Ester Peony                  | On a Sunday             | haalde de finale niet  |
| 2020 | Roxen                        | Alcohol you             | geannuleerd            |
| 2022 | WRS                          | Llámame                 | 18                     |
| 2023 | Theodor Andrei               | D.G.T. (off and on)     | haalde de finale niet  |

Voor de uitslagen van Roemenië op het Eurovisiesongfestival, zie Roemenië op het Eurovisiesongfestival.